# 倉富勇三郎

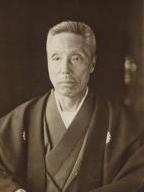
倉富勇三郎

倉富 勇三郎（くらとみ ゆうざぶろう、嘉永6年7月16日（1853年8月20日） - 昭和23年（1948年）1月26日）は、明治から昭和にかけての司法、宮内官僚。学位は、法学博士。男爵。
法制局長官、貴族院勅選議員、枢密院議長。法典調査会刑法起草委員。作家広津柳浪は夫人の兄に当たる。

## 来歴、人物
筑後国竹野郡（現、福岡県田主丸町を経て久留米市）の儒学者、倉富胤厚の3男。倉富家は、戦国大名の龍造寺氏の末裔。
父は儒学で知られて久留米藩に仕えた人物であり、幼い頃より父から厳しく漢学を伝授された。父や師は、咸宜園で学んでいるので咸宜園の系譜に属すると言えるが、自身は咸宜園では学んでいない。1879年（明治12年）に司法省法学校を卒業後司法省に入省し、民刑局長をへて1904年（明治37年）に東京控訴院検事長に就任して、1907年（明治40年）には法学博士を授与されるが、先に発生した日比谷焼打事件で河野広中らを起訴した事が世論の反感を買い、後にその責任を取らされて韓国法部次官（司法次官、当時第三次日韓協約によって各省次官には日本人がつくことになっていた）に左遷された。
1910年（明治43年）の日韓併合によって朝鮮総督府司法部長官に転じ、朝鮮植民地法制の基礎を築いた。その功労によって1914年（大正3年）の第1次山本内閣では、法制局長官に就任。同年3月31日に貴族院議員に任じられた。同内閣の総辞職後は宮内省に移る。1915年（大正4年）6月22日、錦鶏間祗候となる。1916年10月21日、貴族院議員を辞任。1920年（大正9年）に枢密顧問官になると、大正14年（1925年）に枢密院副議長、翌1926年（大正15年）に枢密院議長に就任するなどして男爵を授けられた。副議長の平沼騏一郎とともに政党政治に懐疑的な人物であり、政党内閣としばしば対立して金融恐慌の際には第1次若槻内閣の倒閣に大きな役割を果たした。
1930年（昭和5年）のロンドン海軍軍縮条約の批准問題では、条約反対を唱えて濱口内閣倒閣を図るが、元老西園寺公望や内大臣牧野伸顕、更に昭和天皇までが内閣擁護の姿勢を見せたためにその圧力に屈した。その後も政党内閣や国際協調には否定的で、満州事変や五・一五事件などの軍部の暴走に対しても軍部に同情的な姿勢を見せた。だが、昭和天皇の信任が揺らいだ事で自信を失い、1934年（昭和9年）に眼病を理由に、平沼を後継に推して議長を辞任した。だが、西園寺は倉富・平沼が軍部に心理的なバックアップを与えているとして反感を抱いており、後任に一木喜徳郎を推挙して任命にこぎつけた。
これに憤慨し倉富は、前官待遇を受けたにも拘らず、故郷に引き籠もって隠居生活に入る。太平洋戦争敗戦後は病気勝ちとなり、それも理由となり戦争犯罪容疑の追及は免れたものの、失意のうちに94歳で病死した。
国立国会図書館「憲政資料室」に、詳細で膨大な『倉富勇三郎日記』が所蔵されている。

## 栄典
位階
- 1882年（明治15年）2月21日 - 正八位[5]
- 1883年（明治16年）2月13日 - 従七位[5]
- 1885年（明治18年）10月8日 - 正七位[5][6]
- 1891年（明治24年）12月23日 - 従六位[5][7]
- 1892年（明治25年）12月12日 - 正六位[5][8]
- 1897年（明治30年）5月31日 - 従五位[5][9]
- 1898年（明治31年）8月4日 - 正五位[5][10]
- 1903年（明治36年）9月30日 - 従四位[5][11]
- 1908年（明治41年）8月20日 - 正四位[5][12]
- 1913年（大正2年）9月30日 - 従三位[5][13]
- 1914年（大正3年）4月30日 - 正三位[5][14]
- 1923年（大正12年）11月20日 - 従二位[5][15]
- 1928年（昭和3年）12月1日 - 正二位[5][16]

勲章等
- 1893年（明治26年）6月29日 - 勲六等瑞宝章[5][17]
- 1897年（明治30年）12月28日 - 勲五等瑞宝章[5][18]
- 1898年（明治31年）6月29日 - 双光旭日章[19]・銀杯一個[5][20]
- 1899年（明治32年）6月20日 - 勲四等瑞宝章[5][21]
- 1903年（明治36年）
  - 5月21日 - 旭日小綬章・金杯一個[5][22]
  - 6月26日 - 勲三等瑞宝章[5][23]
- 1907年（明治40年）6月13日 - 法学博士学位記[5]
- 1909年（明治42年）4月18日 - 皇太子渡韓記念章[5][24]
- 1910年（明治43年）6月24日 - 勲二等瑞宝章[5][25]
- 1911年（明治44年）6月13日 - 旭日重光章[5][26]
- 1912年（大正元年）8月1日 - 韓国併合記念章[5][27]
- 1913年（大正2年）12月27日 - 金杯一組[5][28]
- 1915年（大正4年）11月10日 - 大礼記念章（大正）[5][29]
- 1919年（大正8年）9月29日 - 勲一等瑞宝章[5][30]
- 1926年（大正15年）
  - 10月9日 - 旭日大綬章[5][31]
  - 10月28日 - 男爵[5][32]
- 1927年（昭和2年）3月15日 - 御紋付銀杯[5]
- 1928年（昭和3年）
  - 4月21日 - 金杯一組[5]
  - 11月10日 - 大礼記念章（昭和）[5]
  - 12月28日 - 旭日桐花大綬章[5][33]
- 1931年（昭和6年）3月20日 - 帝都復興記念章[5][34]
- 1932年（昭和7年）1月14日 - 御紋付銀杯[5][35]
- 1934年（昭和9年）4月29日 - 金杯一組[5]
- 1940年（昭和15年）8月15日 - 紀元二千六百年祝典記念章[36]
- 1942年（昭和17年）1月15日 - 御紋付木杯[37]

外国勲章佩用允許
- 1909年（明治42年）10月26日 - 大韓帝国：勲一等太極章[5][38]
- 1910年（明治43年）
  - 6月24日 - 大韓帝国：韓国皇帝陛下南西巡幸記念章[5][39]
  - 8月28日 - 大韓帝国：李花大勲章[5][40]
- 1932年（昭和9年）
  - 3月1日 - 満州帝国：大満洲国建国功労章[5]
  - 5月9日 - 満州帝国：勲一位竜光大綬章[5]
- 1933年（昭和10年）9月21日 - 満州帝国：満州帝国皇帝訪日記念章[5]

## 親族
- 倉富胤厚 - 父。儒学者、政治家（福岡県会議員）。
- 倉富恒二郎 - 兄。政治家（福岡県会議員）、新聞経営者。
- 倉富鈞 - 長男、貴族院男爵議員[41]。
- 荒井賢太郎 - 政治家。長男の岳父。
- 広津和郎 - 作家。柳浪の息子。

## 文献
- 『倉富勇三郎日記』（全9巻）、国書刊行会、2010年（平成22年）11月より巻順に刊
同研究会編（代表永井和）により、大正8年（1919年）より昭和9年（1934年）までを翻刻。
最終第9巻に、明治38-39年（1905-06年）と総人名索引を収録予定。（第3巻まで）
- 佐野眞一『枢密院議長の日記』、講談社現代新書、2007年10月 -「倉富日記」を用いた伝記。

## 参考書籍
- 浅野豊美『帝国日本の植民地法制　法域統合と帝国秩序』名古屋大学出版会、2008年。ISBN 4815805857
- 霞会館華族家系大成編輯委員会『平成新修旧華族家系大成 上巻』霞会館、1996年。